# Charles Bernardy
Charles Bernardy, pseudonimo di Charles-Alexandre Bernard (Anversa, 17 maggio 1724 – Parigi, 15 giugno 1807), è stato un ballerino e coreografo belga e maestro di ballo.

## Biografia
Percorse in lungo e in largo i Paesi Bassi meridionali, il Principato vescovile di Liegi e la Francia ininterrottamente per 40 anni. Dall'ottobre 1752 alla Domenica delle palme del 1753, Bernardy e sua moglie diressero il teatro a Gand, dove avevano già ballato nella stagione precedente (nella compagnia del Principe di Orange). Tale compagnia si trovava a L'Aia nel maggio 1753, ma Charles Bernardy non sembra fosse lì. Nel 1755, fu uno dei principali ballerini del Theater am Kärntnertor a Vienna, sotto la direzione del coreografo Franz Hilverding. Ribou e Baptiste, attori di Gand e Bruxelles, si erano già trasferiti in quel teatro e sicuramente decantarono le lodi di Bernardy all'intendente  conte Durazzo. Bernardy rimase lì per diverse stagioni e danzò con Antoine Pitrot e il futuro coreografo Gasparo Angiolini. Nel 1759 si esibì ancora in balletti come Les Turcs e Les Perruquiers.
Chiamato a Bruxelles come maestro di ballo per la stagione 1763-1764, Bernardy mise in scena il balletto Rhœcus ou les Hamadryades al Théâtre de la Monnaie, la cui prima venne data il 29 maggio 1763. Un mese dopo, ha compose Circé ou la Délivrance des compagnons d'Ulysse..
Successivamente danzò a Londra nel 1764 e nel 1765, e guidò la sua compagnia ad Amiens, Arras e Calais, tornando a Gand nell'autunno 1766. Nel periodo 1767-1774, diresse il teatro a Liegi, poi a  Spa e quindi a Maastricht.
Nel 1775, riunì una compagnia di bambini, dirigendoli ad Anversa e Rotterdam sotto il nome di "Brabantsche Kinderen" ("Bambini del Brabante"). Dal 1775 al 1780, la compagnia si esibì ad Amiens, Cambrai, Strasburgo, Colmar, Parigi (al "Théâtre des Petits Comédiens du Bois de Boulogne"), Angers, Le Mans, Aix-en-Provence, Tolone, Marsiglia, Digione, Passy,  Saint-Quentin, Anversa e Bruxelles.
Alla fine  si stabilì a Liegi, da lì dirigendo i teatri di Spa, Maastricht, Gand, Bruges e Ostenda. Abbandonò la direzione di questi teatri nel 1793 e si installò a Parigi con sua nipote, mademoiselle Fleury, attrice della Comédie-Française.